# Giulio Briccialdi
Giulio Briccialdi (Terni, 2 mars 1818 – Florence, 17 décembre 1881) est un flûtiste et compositeur italien.

## Biographie
Après avoir reçu ses premières leçons de flûte de son père, il est diplômé de l'Académie nationale Sainte-Cécile à Rome à l'âge de quinze ans. Il enseigne la flûte soit à Rome soit à Naples, où il est devenu professeur de flûte du frère du roi. Il entame une brillante carrière de flûtiste virtuose en Italie et dans le reste de l'Europe.
À Londres, où le fabricant de flûtes Rudal et Rose détient le brevet de la flûte cylindrique améliorée de Theobald Böhm, Briccialdi eu l'idée, en 1849, d’ajouter une touche sur la clé de si pour le pouce gauche, ce qui rend plus facile de jouer le si bémol. Ce mécanisme est maintenant appelé le si bémol Briccialdi.
En 1860, il est chef d'orchestre à Fermo et en 1871 professeur de flûte au Conservatoire de Florence. Le 14 juin, il devient membre honoraire de la Società Rossiniana de Pesaro.
Animé par les idéaux du Risorgimento, il semble avoir fait don de tous ses gains obtenus lors d'une tournée à la cause des Mille.
Il a composé l'opéra Leonora de' Medici (Milan 1855), plusieurs pièces pour flûte (seule et avec d'autres instruments) et des exercices didactiques.
Quand il est décédé, ses concitoyens ont organisé une collecte de fonds pour ramener le corps à Terni, ce qui a eu lieu quatre mois plus tard.
Un astéroïde porte le nom de (7714) Briccialdi.
Depuis 1893, le Conservatoire de musique de Terni porte son nom.

## Œuvres
- Leonora de' Medici, opéra, Milan, Teatro Carcano, 11 août 1855
- Concerto nº 1 per flauto e orchestra en fa
- Concerto nº 2 per flauto e orchestra en do
- Quartetto per flauto en la maggiore
- Garibaldi al Tamigi, marcia militare per pianoforte
- Una madre, romanza per mezzosoprano, flauto e pianoforte
- Il lago delle sirene, capriccio per flauto con accompagnamento di pianoforte
- Variazioni su un tema di Bellini: Qual cor tradisti per flauto solo (dalla Norma)
- Concertino per flauto con accompagnamento di pianoforte, op. 10
- Variazioni per flauto sopra un motivo dell'Opera: I Puritani, op. 11
- Ballabile di concerto per flauto con accompagnamento d'orchestra o di piano, op. 15
- Concerto n. 1 per flauto con accompagnamento di pianoforte, op. 19
- Fantasia per flauto con accompagnamento di pianoforte, op. 25
- Fantasia sopra l'opera La figlia del reggimento, op. 27
- Studi per flauto, op. 31
- Reminiscenze dell'opera Maria di Rohan di Donizetti, fantasia romantica per flauto con accompagnamento di pianoforte, op. 35
- Pot-pourri fantastico per flauto con accompagnamento di pianoforte sull'opera La straniera, op. 37
- Fantasia su motivi dell'Attila, op. 39
- Divertimento per flauto con accompagnamento di pianoforte, op. 44
- Macbeth di Verdi, fantasia per flauto con accompagnamento di pianoforte, op. 47
- Concertino n. 2 in sol maggiore, per pianoforte e flauto, op. 48
- Pot-pourri pour la flûte avec accomp.t de piano sur des motifs de l'opéra I Montecchi e i Capuleti de Bellini, op. 55
- Norma, fantasia per flauto con accompagnamento di pianoforte, op. 57
- Divertimento sopra un tema di Donizetti, op. 60
- Concerto nº 2 per flauto con accompagnamento di pianoforte, op. 61
- Deux fleurs, morceau de salon, per flauto con accompagnamento di pianoforte, op. 63
- Concerto nº 3 per flauto con accompagnamento di pianoforte, op. 65
- Fantasia elegante per flauto con accompagnamento di pianoforte sull'opera Beatrice di Tenda di Bellini, op. 66
- Secondo pot-pourri fantastico per flauto con accompagnamento di pianoforte sulla Straniera di Bellini, op. 68
- Allegro alla Spagnuola, op. 69
- Capriccio originale per flauto con accompagnamento di pianoforte, op. 71
- Pezzo originale a guisa di scena per flauto e pianoforte, op. 77
- Variazioni sul Carnevale di Venezia, op. 78
- Le carezze, solo per flauto con accompagnamento di pianoforte, op. 79
- Duetti per due flauti concertanti, op. 100
- Rigoletto: fantasia per flauto con accompagnamento di pianoforte, op. 106
- Guglielmo Tell: fantasia per flauto con accompagnamento di pianoforte, op. 107
- Lucrezia Borgia: fantasia per flauto con accompagnamento di pianoforte, op. 108
- Il bravo: fantasia per flauto con accompagnamento di pianoforte, op. 109
- La sonnambula: fantasia per flauto con accompagnamento di pianoforte, op. 110
- Saffo: fantasia per flauto con accompagnamento di pianoforte, op. 111
- Il vento, capriccio per flauto e pianoforte, op. 112
- Gran duetto per due flauti, op. 118
- Fantasia n. 2 sul Don Carlo, op. 122
- Quintetto per fiati nº 1 in re maggiore, per flauto, oboe, clarinetto, corno e fagotto, op. 124
- Quintetto per fiati nº 2, per flauto, oboe, clarinetto, corno e fagotto
- Lohengrin Fantasie per flauto e pianoforte, op. 129
- 16 duettini dialogati per due flauti, op. 132
- Il giardinetto di Perugia, per flauto e pianoforte, op. 135
- 3 romanze senza parole per flauto e pianoforte, op. 140
- Sonatine progressive per imparare a suonare il flauto, op. 141 posthume

## Hommages
Est nommé en son honneur (7714) Briccialdi, un astéroïde de la ceinture principale découvert en 1996.